# Limnophila (Limnophila) kershawi kershawi
Limnophila (Limnophila) kershawi kershawi is een ondersoort van de tweevleugelige Limnophila (Limnophila) kershawi uit de familie steltmuggen (Limoniidae). De ondersoort komt voor in het Australaziatisch gebied.